# Dino Fetscher
Dino Fetscher, född 9 juni 1988 i Cardiff, är en brittisk skådespelare.
Fetscher har bland annat medverkat i TV-serierna Sanningen, Paranoid och Humans.

## Filmografi (i urval)
- 2016 – Paranoid (TV-serie)
- 2018 – Humans (TV-serie)
- 2024 – Sanningen (TV-serie)